# Довер (Кентаки)
Довер (енгл. Dover) град је у америчкој савезној држави Кентаки.

## Демографија
По попису из 2010. године број становника је 252, што је 64 (-20,3%) становника мање него 2000. године.
| Група             | 2000.       | 2010.       |
| Белци             | 307 (97,2%) | 239 (94,8%) |
| Афроамериканци    | 2 (0,6%)    | 6 (2,4%)    |
| Азијати           | 0 (0,0%)    | 0 (0,0%)    |
| Хиспаноамериканци | 0 (0,0%)    | 2 (0,8%)    |
| Укупно            | 316         | 252         |